# الولي (السياني)

تعديل مصدري - تعديل

الولي محلة تابعة لقرية سنب، التابعة لعزلة هدفان بمديرية السياني إحدى مديريات محافظة إب في الجمهورية اليمنية، بلغ تعداد سكانها 72 حسب تعداد اليمن لعام 2004.